# Tošicugu Takamacu
Tošicugu Takamacu (japonsky: 高松 寿嗣, Takamacu Tošicugu) (10. března 1889 v Akaši – 2. dubna 1972) byl významným japonským bojovníkem a učitelem bojových umění.
Dům mistra Takamacu se nacházel ve městě Kašira v prefektuře Nara. Takamacu byl ženatý s Uno Tane (28. 6. 1897 – 4. 2. 1991) a spolu adoptovali dívku Jošiko. Jeho otec Takamacu Gišin Jasaburó vlastnil továrnu na zápalky a získal mistrovský titul v šingon buddhismu od horského mnicha Kumano Šugendo.
Takamacu ve věku 21 let cestoval po Koreji, Mongolsku a Číně, učil se bojová umění a vybojoval mnoho zápasů na život a na smrt. Naučil se 18 korejských a čínských bojových umění od Kim Kei-Mei. Na anglické škole v Číně bojová umění vyučoval a měl více než 1000 žáků. V roce 1921 mu bylo povoleno vytvořit si kopie svitků školy Kukišin-rjú od rodiny Kuki. Během druhé světové války byly originální svitky zničeny a ztraceny. V roce 1949 představil rodině Kuki nové svitky, které napsal podle svých kopií a své paměti.
Tošicugu Takamacu ztratil během svých bojů oko a na jedno ucho ohluchl. Tvrdil, že nejnebezpečnější nepřátelé, které kdy potkal, byli šaolinští bojovníci a boxeři šórindži. Byl znám pod mnoha jinými bojovými jmény, z nichž zřejmě nejznámější je Moko no Tora, Mongolský Tygr. Byl znám jako poslední pravý nindža, velmistr devíti škol. Jeho dnes nejznámějším studentem je jeho pokračovatel, velmistr Masaaki Hacumi. Tošicugu Takamacu je pohřben ve své domovské prefektuře Nara.